# Любен Десев
Любен Николов Десев е български педагог и психолог, професор по възрастова и педагогическа психология, доктор на психологическите науки (1982).

## Биография
Роден е на 23 декември 1937 г. във видинското село Буковец. През 1962 г. завършва педагогика в Софийския университет. От 1965 г. става редовен аспирант (днес докторант) във Висшия педагогически институт „А.И.Херцен“ в Ленинград. През 1966 г. започва като хоноруван асистент в Софийския университет. От 1974 г. е доцент, а от 1985 г. е професор. През 1982 г. получава научната степен доктор на психологическите науки. Преподава в Софийския университет, Пловдивския университет и Висшия педагогически институт в Шумен (днес Шуменски университет). Води дисциплините педагогическа психология, стратегии и стилове на възпитанието, психология на възпитанието и възрастова психология. Автор е на речник по психология.

## Книги
- Социално-педагогически и педагогически аспекти на доктрината човешки отношения. 1975 г., 133 с.
- Психологически проблеми на възпитанието, Изд. Народна просвета, 1977
- Психология на малките групи. Социални илюзии и проблеми. Издателство БАН 1977, стр. 249.
- с Димо Йорданов, Стоянка Жекова, Генчо Пирьов, Цани Цанев, Валентин Цолов. Педагогическа психология. Изд. Наука и изкуство, 1979
- Психически климат в колектива. Издателство Народна просвета 1981, стр. 124.
- с Генчо Пирьов. Кратък речник по психология. Партиздат, 1981
- Педагогическа психология. Част 2: Психология на обучението. Издателство УИ „Св. Климент Охридски“ 1986, стр. 299.
- Семейството – решаващ фактор за трезво възпитание на подрастващите", 1986 г., 38 с.
- Психологически проблеми на възпитанието. Издателство „Народна Просвета“ 1987, стр. 184.
- Психология на учебния процес. Издателство УИ „Св. Климент Охридски“ 1993, стр. 240.
- Педагогическа психология. Издателство „Аскони Издат“. 1996, 1999, стр. 515.
- със Салех Брик и Никола Десев. Психология на творчеството. Изд. Парадигма, 2011, стр. 446.
- Синергетика, въведение и речник. Издател „Екопрогрес“. 2014.
- С думи вместо с куршуми. Издател „Екопрогрес“. 2016.
- Думи бичуват думи лекуват. Издател „Екопрогрес“. 2017.
- Речник по психология. Изд., 1999, 2010